# Stemona lucida
Stemona lucida är en enhjärtbladig växtart som först beskrevs av Robert Brown, och fick sitt nu gällande namn av Brigitta Emma Elisabeth Duyfjes. Stemona lucida ingår i släktet Stemona och familjen Stemonaceae. Inga underarter finns listade.